# Weißnarr

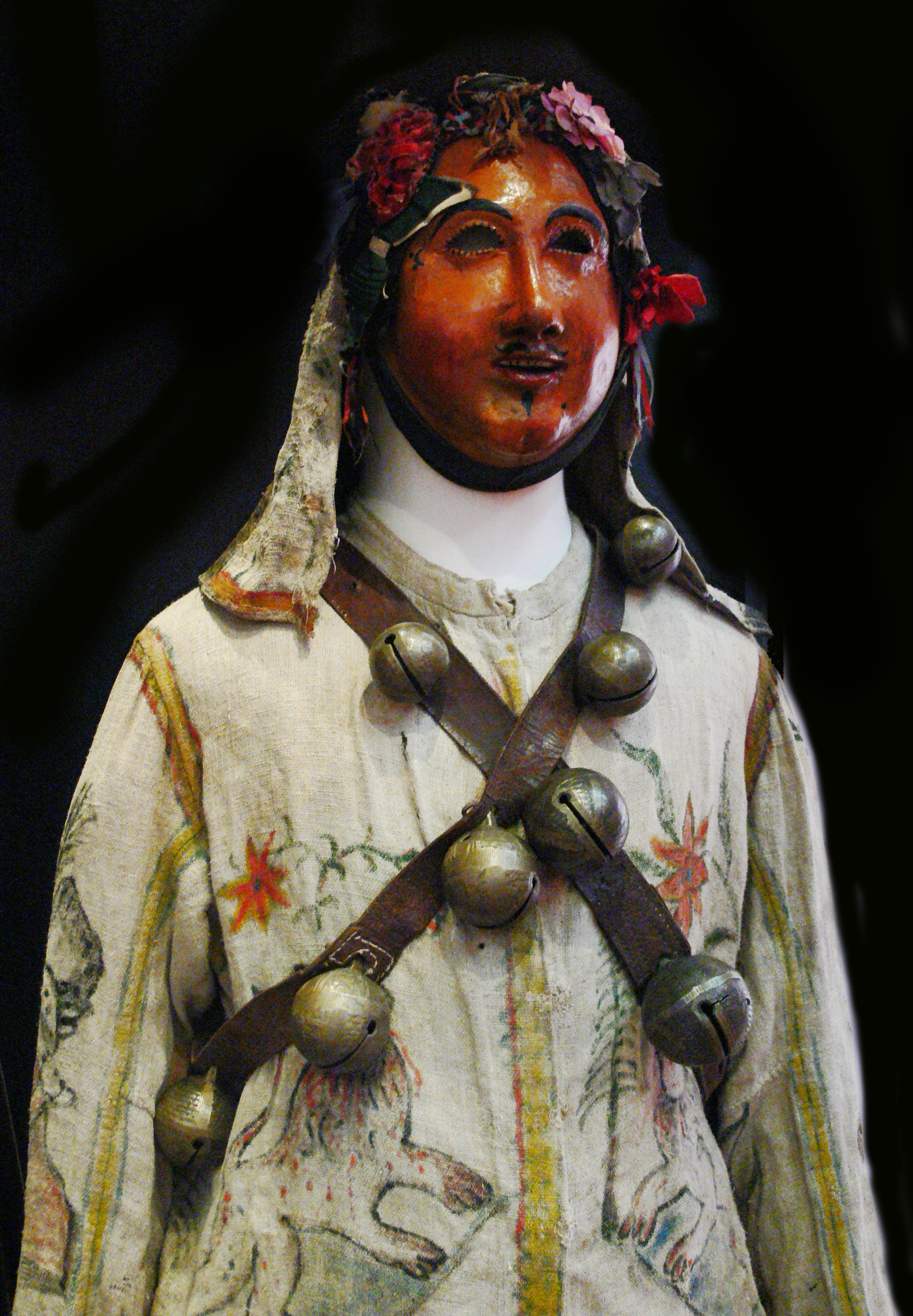
Donaueschingener Hansel, wie er in der ersten Hälfte des 20. Jahrhunderts ausgeprägt war.

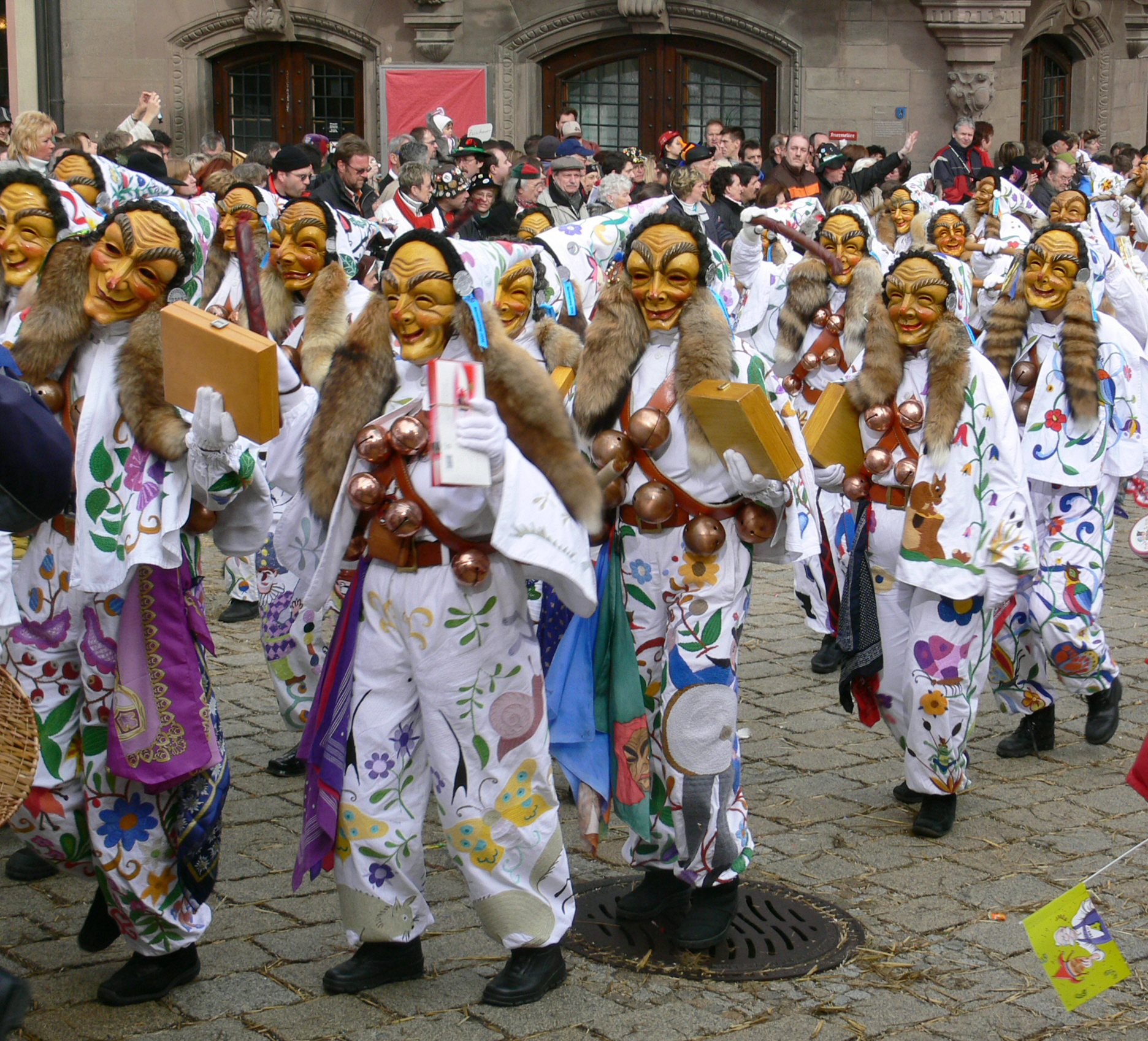
Faselhannes, Weißnarr der Narrenzunft Bad Waldsee

Weißnarren werden bestimmte Fastnachtsfiguren genannt, die in der Schwäbisch-Alemannischen Fastnacht auftreten. Ihr traditionelles Verbreitungsgebiet ist die Baar und das sich nördlich davon anschließende Gebiet am oberen Neckar. Typische Vertreter sind der Villinger Narro, die Hanselfiguren aus Bräunlingen, Hüfingen, Schramberg und Donaueschingen sowie die Narrenfiguren Gschell und Biss aus der Rottweiler Fasnet.
Die Narrenfigur, deren Name nicht aus dem Volksmund stammt, sondern in den 1950er Jahren von dem Volkskundler Wilhelm Kutter eingeführt wurde, bezeichnet einen Träger eines weißen Leinengewandes, dessen Jacke, Hose und Larvenhaube – sein Narrenhäs – mit Ölfarben in Form von verschiedenen Figuren, Tieren oder Blumen bemalt sind. Ein weiteres Merkmal des Weißnarren sind die so genannten Rollen oder das Gschell. Dabei handelt es sich um Lederriemen, an denen große, runde Bronzeglocken mit Schallschlitz befestigt sind. Sie wiegen zwischen 15 und 25 Kilogramm und werden paarweise über die Schulter gelegt. Beim Narrensprung erklingen sie und ergeben eines der charakteristischen Geräusche während der schwäbisch-alemannischen Straßenfastnacht.
Komplettiert wird das Narrenhäs zum Beispiel beim Villinger Narro durch den großen, weißen, kunstvoll gefalteten und gestärkten Kragen, die Masch (bunte Halsschleife), den Foulard, ein großes Seidentuch, die Bodinen genannten schwarzen, festen Schuhe sowie Stoff-Handschuhe. Vereinzelt sieht man den Weißnarren auch eine Wurst oder einen Säbel tragen.
An der Haube sind die aus Lindenholz geschnitzte Maske, Schemme oder Larve und ein Fuchsschwanz, ein mittelalterliches Zeichen für einen unehrlichen Mann, befestigt. Die Schemme ist der wohl kostbarste Teil der Ausrüstung. Es gibt einige Schnitzer, die die Masken in mühevoller Arbeit von Hand anfertigen.
Begleitet wird der Weißnarr oft durch eine Frau in der Tracht der betreffenden Stadt, so der Villinger Narro von der Altvillingerin.